# Serial ATA
Serial ATA o S-ATA (acrònim de Serial Advanced Technology Attachment) és una interfície de transferència de dades entre la placa mare i alguns dispositius d'emmagatzematge, com pot ésser el disc dur, o bé d'altres dispositius d'altes prestacions que encara s'estan desenvolupant. Serial ATA substitueix la tradicional Parallel ATA o P-ATA (estàndard que també és conegut com a IDE o ATA). El S-ATA proporciona velocitats més altes, més aprofitament quan hi ha diversos discos, més longitud de cable de transmissió de dades i capacitat per a connectar discos en calent (amb l'ordinador encès).
Actualment és una interfície extensament acceptada i estandarditzada a les plaques mares de PC. L'Organització Internacional Serial ATA (SATA-IO) és el grup responsable de desenvolupar i conduir l'adopció d'especificacions estandarditzades de Serial ATA.

## Velocitats
En referir-se a velocitats de transmissió, convé recordar que de vegades es confonen les unitats de mesura, i que les especificacions de la capa física es refereixen a la taxa real de dades, mentre que altres especificacions es refereixen a capacitats lògiques.
La primera generació s'especifica en velocitats de 150 MB per segon, també coneguda per  SATA 150 MB/s  o Serial ATA-150. Actualment es comercialitzen dispositius  SATA II , a 300 MB/s, també coneguda com a Serial ATA-300 i els  SATA III , a 600 MB/s, que inclouen una velocitat de 600 MB/s estàndard.
Els discs que suporten la velocitat de 3 Gb/s són compatibles amb un bus d'1,5 Gb/s.
En la següent taula es mostra el càlcul de la velocitat real d'SATAI 05/01 Gb/si SATAII 3 Gb/s:
|                   | SATA I   | SATA II  | SATA III |
| ----------------- | -------- | -------- | -------- |
| Freqüència        | 1500 MHz | 3000 MHz | 6000 MHz |
| Bits/clock        | 1        | 1        | 1        |
| Codificació 8b10b | 80%      | 80%      | 80%      |
| Bits/Byte         | 8        | 8        | 8        |
| Velocitat real    | 150 MB/s | 300 MB/s | 600 MB/s |

## Topologia
SATA és una arquitectura "punt a punt". Això vol dir que la connexió entre el port i el dispositiu és directa i que cada dispositiu es connecta de manera directa amb la seva controladora SATA. En això es diferencia dels antics sistemes PATA a on, per cada interfície, es podien connectar dos dispositius diferenciats com mestre i esclau.

## eSATA Extern
La interfície eSATA o SATA Extern va ser estandarditzada a mitjans de 2004, amb definicions específiques de cables, connectors i requisits del senyal per unitats eSATA externes. La interfície eSATA es caracteritza per:
- Velocitat com la de la interfície SATA en els discs externs (s'han mesurat 115 MB / s amb RAID externs)
- Sense conversió de protocols del PATA /SATA a USB / Firewire, totes les característiques del disc estan disponibles per l'amfitrió.
- La longitud de cable es restringeix a 2 metres; USB i Firewire permeten grans distàncies.
- Es va augmentar el voltatge de transmissió mínim i màxim a 500 mV - 600 mV (de 400 mV - 600 mV)
- Voltatge rebut disminuït a 240 mV - 600 mV (de 325 mV - 600 mV)
- Capacitat de disposició dels discs en RAID 0 i RAID

Actualment, la majoria de les  plaques bases han començat a incloure connectors eSATA, també és possible utilitzar targetes de  bus o targetes  PC-Card i  CardBus per a portàtils que encara no integren el connector.

### Alternatives
També en SCSIW s'està preparant un sistema en sèrie, que a més és compatible amb SATA, és a dir, es podran connectar discs SATA en una controladora  SAS (Serial Attached SCSI). El Serial ATA transfereix les dades per un  bus de 7 fils molt més prim i fi que l'anterior Parallel ATA que ho feia per un 80 o 40 fils, el que permet una major circulació d'aire en ventilació dins l'equip disminuint així la seva escalfament intern i extern.

## mSATA
La interfície mSATA (mini-SATA, micro-SATA), anunciada el 21 de setembre de 2009 és una norma de connectors interns que segueix la especificació SATA, oferint un rendiment màxim de 6 Gbit/s.
Utilitza el mateix factor de forma física que el mPCI estàndard, però els dos connectors no són compatibles encara que sí són elèctricament compatibles, però els senyals de dades necessiten una controladora host SATA en lloc de la PCI-express. La interfície mSATA ha estat reemplaçada per la interfície M.2 millor dissenyada.